# Черри (округ)
Округ Черри (англ. Cherry County) — округ в американском штате Небраска. Название получил в честь лейтенанта Сэмюэля Черри, погибшего в 1881 году. Население округа — 5762 человек (2014 год). Столица округа — город Валентайн.

## География
Площадь округа составляет 15 437,42 км². Это крупнейший по территории округ штата Небраска, по площади он превосходит такие отдельные штаты, как Коннектикут, Делавэр и Род-Айленд. Черри находится в зоне Песчаных холмов — особого географического региона, выделяемого в штате Небраска. Значительную часть территории округа занимают поросшие травой песчаные дюны.

## Населенные пункты
На территории округа находится единственный город — Валентайн, а также следующие населенные пункты: Коди, Крукстон, Килгор, Мерримен, Нензел, Вуд-Лейк.